# Св. св. Борис и Глеб (Навагрудак)
 Тази статия е за църквата в Навагрудак.  За други значения вижте Св. св. Борис и Глеб (пояснение).  
„Св. св. Борис и Глеб“ (на беларуски: Сабор святых пакутнікаў-страстацерпцаў благаверных князёў Барыса і Глеба) е православна църква в беларуския град Навагрудак, построена през XVI в. по време на Великото литовско княжество и наречена в чест на първите руски светци – братята Борис и Глеб, синове на киевския княз Владимир I от българската му съпруга. След изграждането си църквата претърпява множество реконструкции със смяна на архитектурния стил.
Църквата е изградена на мястото на по-стар храм от XII в., чиито основи са разкрити под олтара при археологически разкопки проведени през 1960-те години. През 1451 г. тя е посетена от Йон Московски, митрополит на Киев и цяла Русия от 1448 до 1461 г., впоследствие канонизиран от Руската православна църква.
През 1517—1519 г. църквата е изградена наново като средствата за това са дарени от литовския княз Константин Острожки. През 1620 г. преминава към гръко-католическата църква, а през 1624 към нея са основани мъжки и женски манастир. През 1839 г. преминава към православната църква. През 1923—1924 и по-късно през 2010 г. търпи реконструкции. Между 1961 и 1995 църквата е закрита от социалистическата власт и в храма е поместен държавният архив. На 7 януари 1996 храмът е върнат под разпореждане на православната църква.

## Галерия
- Рисунка на църквата от 1856 г.
- Рисунка от 1882 г.
- Църквата в 2012 г.